# Constantine Walter Benson
Constantine Walter Benson OBE (Trull, Inglaterra, 2 de febrero de 1909 — Cambridge, Inglaterra, 21 de septiembre de 1982) fue un oficial colonial y ornitólogo británico. Publicó más de 350 obras. Se le considera el último de una serie de funcionarios coloniales británicos que hicieron contribuciones significativas al campo de la ornitología.

## Biografía
Benson se educó en el Eton College y en el Magdalene College de la Universidad de Cambridge. En 1932, se convirtió en oficial del Servicio Colonial en lo que entonces era Nyasalandia (actual Malaui), donde formó parte de un consejo de distrito e inmediatamente comenzó a estudiar la avifauna local. Con el tiempo, se convirtió en uno de los expertos más cualificados en la avifauna de África oriental. Entre sus primeras descripciones y descubrimientos científicos figuran Ploceus ruweti (tejedor de Ruwet), Hirundo megaensis (golondrina coliblanca), Oreophilais robertsi (prinia de Roberts), Nesillas aldabrana (zarzalero de Aldabra), Otus mayottensis (autillo de Mayotte) y Otus pauliani (autillo de las Comoras). En 1952 fue trasladado a Rodesia del Norte (actual Zambia), donde trabajó en un departamento responsable de la caza y la pesca. En 1962 se convirtió en subdirector del Museo Rhodes-Livingstone (actual Museo Nacional de Zambia).
En 1958, dirigió una expedición de la Unión de Ornitólogos Británicos a las Comoras. En 1965 se retiró del servicio y se trasladó a Cambridge. Allí trabajó como colaborador honorario en la colección de aves y el catálogo del Museo de Zoología de la Universidad de Cambridge.
Tras su retiro del servicio, fue nombrado Oficial de la Orden del Imperio Británico (OBE) en 1965.

## Publicaciones
Escribió muchos libros y artículos durante y después de su servicio en el cuerpo de oficiales. Entre sus obras se encuentran:
- Birds of the Comoro Islands (1960)
- A Contribution to the Ornithology of Zambia (1967)
- Birds of Zambia (1971)
- The Birds of Malawi (1977).

## Homenajes
El roquero de Benson (Monticola sharpei bensoni), la cloropeta picofina (Calamonastides bensoni) o el loro gris de Mauricio, ya extinto (Psittacula bensoni) son llamados así en homenaje a Benson.